# Солдатенко Олег Іванович
Олег Іванович Солдатенко (*19 грудня 1937, Грузьке, Конотопський район — †12 листопада 2017, Суми)  — український художник, журналіст, член Національної спілки журналістів України. Зять класика сибірського пейзажу Степана Ґвоздєва.

## Біографія

### Родина, дитинство
Народився в селі Грузьке Конотопського району в родині службовця Івана Яковича Солдатенка і селянки Ганни Степанівни Солдатенко (до шлюбу Поправка). За паспортом народився 21 грудня, як він сам пояснює  — два дні до народження додав батько, щоб син мав щось спільне зі Сталіним, бо той народився саме у цей день — сподівався, що у майбутньому це захистить сина. Хоч, за словами Олега Івановича, батько негативно ставився як до самого «вождя народів», так і до його режиму. Адже родина пережила кампанію пограбування сільських господарств (так зване «розкуркулення») і акцію геноциду 1932—1933. Від убивства голодом родина Солдатенків порятувалися втечею до Туркестану  — працював на Турксибі, де брали утікачів з України. Звідти повертається 1937.
Німецьку присутність під час Другої світової війни Олег Іванович пам'ятає як два епізоди. Перший  — солдати вермахту часто пригощали малечу різними ласощами, та запам'яталася пачка вершкового масла упакованого у фольгу, бо таку упаковку побачив уперше в житті. Другий  — німець ганяється з пістолетом за куркою і не стріляє, а ловить. Відзначає: німецькі військові поводилися чемно, нікого не ображали.

### Навчання
Відразу після сталінської реокупації Сумщини 1944 пішов до школи. Вже під час навчання виявив здібності до малювання. Першими натхненниками стають місцевий художник Ф. Л. Кода та шкільний викладач, письменник Олексій Столбін, який залучав Олега до художньої роботи.
На випускному балу, коли кожен учень висловлював свою мрію про подальшу професію, Олег Солдатенко впевнено мовив: «Я буду художником».
Після закінчення школи 1955 працює на конотопській станції «стропільщиком». Відвідує студію образотворчого мистецтва, що діє при БК залізничників.

### Радянська армія
1956 на військовій службі. Цілий ешелон сум'ян-прикличників їде на Цілину до Західного Казахстану «рятувати урожай». Саме тут несподівано проявляються художні здібності солдата Солдатенка. У військовій частині через недбальство командування не було печатки-штемпеля «солдатское письмо бесплатно», яким маркували солдатські конверти, щоб вояки мали можливість відправляти листи. Олег вирізає штемпель із каблука — цією печаткою обслуговувалася вся частина.
Осінню того ж року командирований до Сибіру, в Іркутськ. Працює художником при Штабі округу. Під час служби закінчує заочні курси у Московському народному університеті мистецтв.

### Солдатенко— іркутський художник
Після військової служби поступає до Іркутського училища мистецтв. Педагог, майстер лінориту Г. Леві розкриває секрети ремесла графіки. 1963 одружується з Ольгою Степанівною Ґвоздєвою  — це донька відомого російського художника Степана Ґвоздєва. 1964 запрошують на роботу художником до обласної молодіжної газети м. Іркутськ «Советская молодежь»  — у ті часи осередок молодих літературних талантів, одним із яких був російський драматург Александр Вампілов.
Оформлює графікою збірку місцевого поета Сергія Іоффе.

### Український період
1966 у Сумах створювалася молодіжна газета «Червоний промінь». Солдатенко шукає способу повернутися з Росії в Україну та надсилає лист із проханням взяти на роботу до Сум. Отримує запрошення від головного редактора В. Шевелева. Переїхавши до Сум, працював художником в обласних газетах «Червоний промінь», «Ленінська правда», у 1990-тих  — «Сумщина».
Лінорити Олега Солдатенка з'являються на обласних і всеукраїнських виставках, друкуються в газетах і журналах. П'ятиразовий учасник республіканських виставок (1972–1978), увійшов до каталогу Другої всесоюзної виставки художників-журналістів (Москва, 1976). Лінорити художника є в зібранні Сумського художнього музею ім. Н. Онацького та приватних колекціях. Солдатенко оформив поетичні збірки сум'ян  — Анатолія Семенюти, Павла Скорика, Світлани Геренко, музичну абетку Наталії Гончарової, дитячу книгу «Екологія на терезах економіки» для видавництва «Університетська книга» та багато ін.
На початку 1970-х О.Солдатенко стає одним з перших на Сумщині популяризаторів книжкового знаку  — екслібрису. Гордістю художника є знак, створений для бібліотек відомого українського поета Миколи Данька в роки переслідувань того комуністичним режимом. Оформив книги сумських поетів О. Вертіля, А. Гризуна, М. Гриценка. Екслібриси Солдатенка експонувалися на виставках Міжнародного конгресу екслібрисів (Оксфорд  — Лондон 1982), Міжнародній виставці-конкурсі (Епіналь, Франція 1983), на виставці «Радянський екслібрис» (НДР, 1985), Республіканській виставці українського екслібрису (Київ, 1988), Міжнародному конкурсі екслібрисів (Варшава, 1994) та ін.
У 1990-ті працює у популярній газеті «Панорама Сумщини» разом із сумськими корифеями журналістики  — Геннадієм Петровим і Миколою Чугаєм. Створює окремий, упізнаваний стиль краєзнавчої газети, регулярно розміщуючи тут власні роботи.

### Сімейний стан
Має доньку Олену 1963 р. н., сина Романа 1966 р.н., (художник по металу), 3 онуків і правнучку. Дружина Ольга Солдатенко-Гвоздєва веде бібліографію художника.